# Södermalmstorg
Södermalmstorg est une place du quartier de Södermalm à Stockholm en Suède.

## Présentation
Södermalmstorg est située à Slussen.
C'est l'une des plus anciennes places de Stockholm et qa superficieest d'environ 10 000 m².
Les rues Götgatan et Hornsgatan s'y rencontrent. 
Au sud de la place se trouve Ryssgården et le musée de la ville de Stockholm et à l'est Mälarterrassen.
La place a reçu son aspect actuel dans le cadre de la rénovation de Slussen en 2024.
À Södermalmstorg se trouve le musée de la ville de Stockholm à l'adresse Södermalmstorg 1, toutefois le public entre par Ryssgården. 
Au 4 Södermalmstorg se trouve la maison de Johan Skytte, construite dans les années 1640. 
À gauche se trouve la maison de Jacob Grundel (Södermalmstorg 6) et au coin en direction de Hornsgatan se trouve la maison de Hans Marschalck.

## Galerie

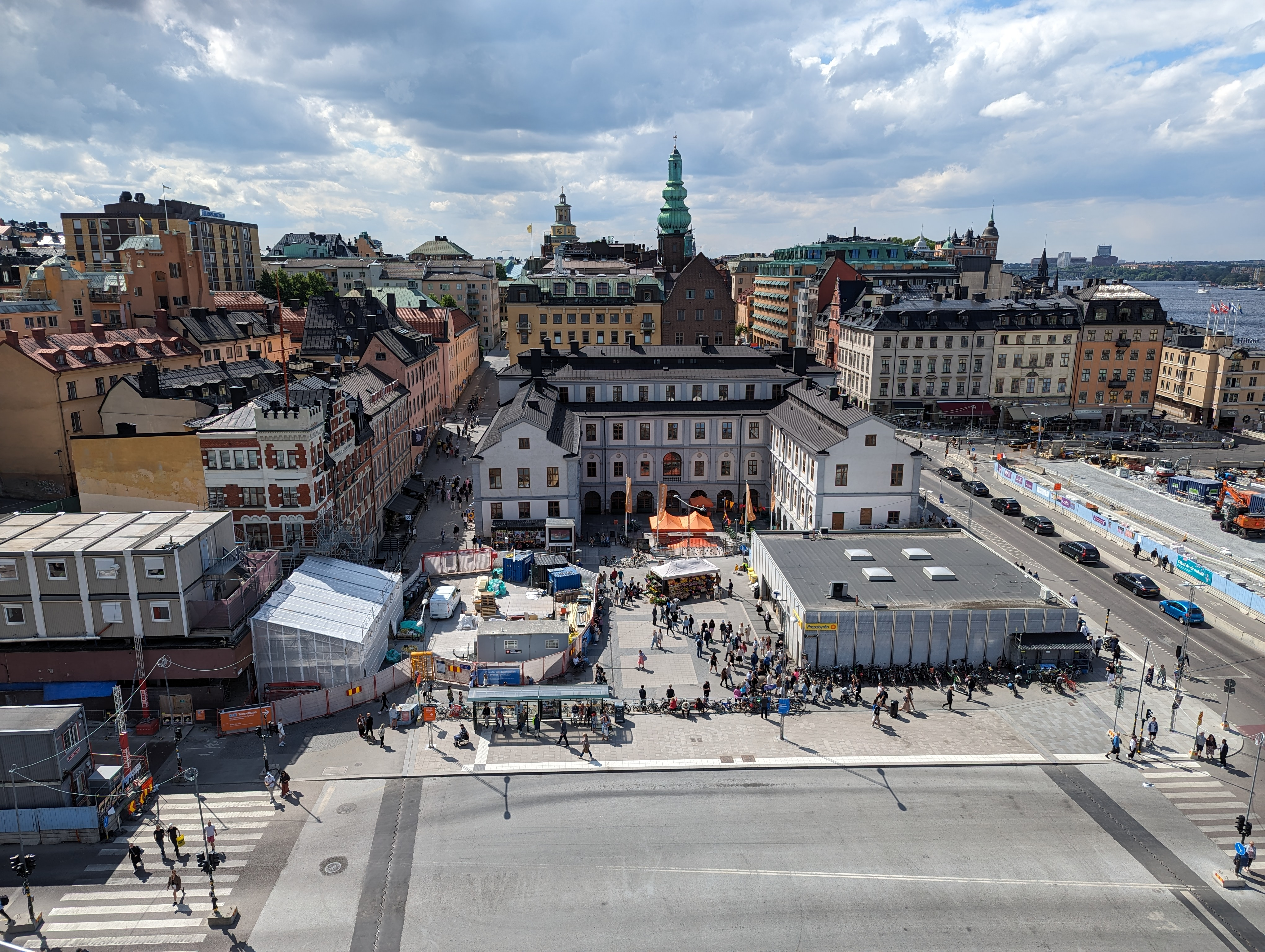
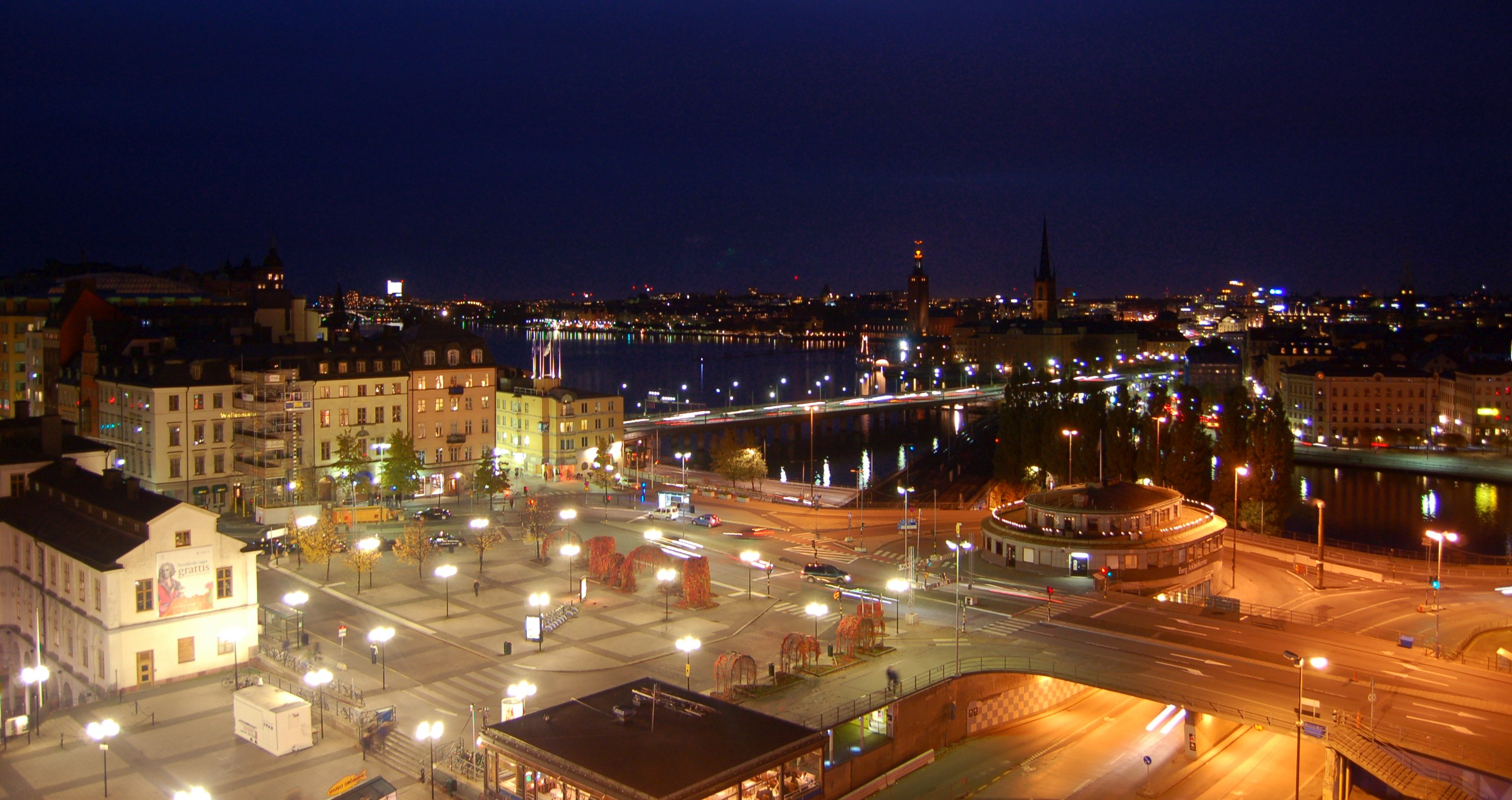
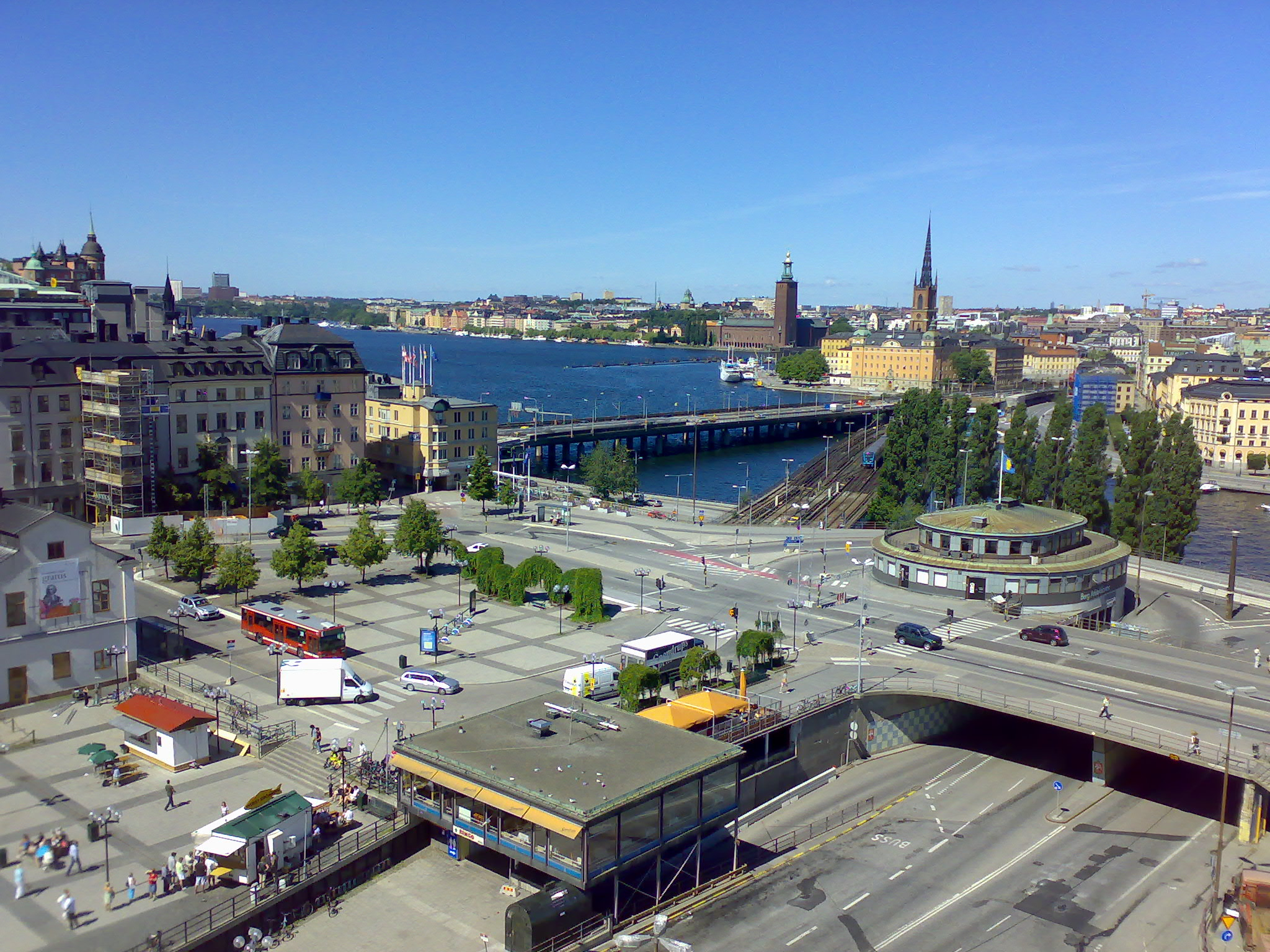
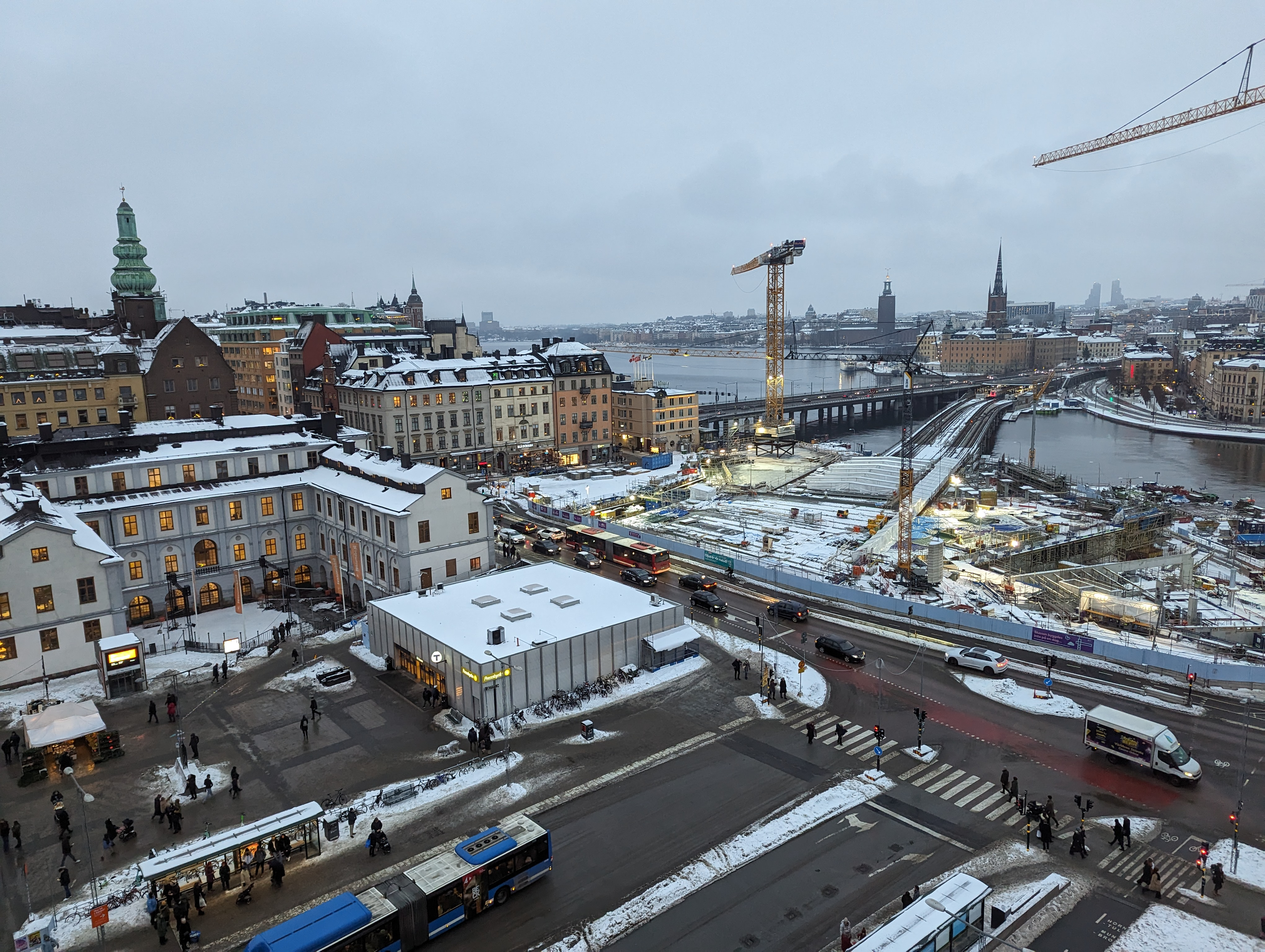